# Brussels Seniorenkonvent
Het Brussels Seniorenkonvent (B.S.K.) is een overkoepelend orgaan van enerzijds departementale kringen verbonden aan de Erasmushogeschool Brussel en de KMS, en anderzijds enkele Brusselse regionale kringen. Het BSK werd opgericht in 1978.

De kleuren van BSK zijn groen en rood. Deze staan voor de kleuren van Brussel. 

## Aangesloten kringen

### Departementaal
- Erasmushogeschool Brussel:
  - Departement Media & Maatschappij: Commin@, Normalia
  - Departement Campus Jette: Manu Juvanta, Vilvordia
  - Departement Design en Technologie: Enigma (oorspronkelijk:Technica)
- Koninklijke Militaire School:
  - Omega
  - Polytechnic

### Regionaal
- Moeder Gevaar
- 't VAT

Dode kringen
• Technica
• HOT
• IVERTO
• (n.k.) Vilvordia

Over de kringen
Commin@
• oprichtingsjaar : 2002
• kleuren : Grijs en Lila

Normalia
• oprichtingsjaar : 1998
• kleuren : blauw en wit 
→ blauw : onderwijs en pedagogie
→ wit : onschuld en reinheid

Manu Juvanta
• oprichtingsjaar : 1969
• kleuren : rood en geel
→ rood : bloed
→ geel : Vlaams

Enigma
• oprichtingsjaar : 2015
• kleuren : groen, zwart en grijs
→ het kleurenschema van oude computers

Omega
• oprichtingsjaar : 1994
• kleuren : Gueule (rood) en or (geel)
→ Gueule : de infanterie
→ Or : de kleur van officieren

Polytechnique (POPO)
• oprichtingsjaar : 1981
• kleuren : charbon (steenkool - zwart) en sang (bloed - rood)
→ Charbon : Steenkool, ingenieurs
→ Sang : het bloed van de mijnwerkers

‘t VAT
• oprichtingsjaar : 1969
• kleuren : groen, purper en rood
→ Rood en groen : de kleuren van Brussel
→ Purper :  de rijken, adel, koningen, elitair

Moeder Gevaar
• oprichtingsjaar : 1992
• kleuren : geel, zwart en rood
→ geel : blind bier
→ zwart : bruin bier
→ rood : fruit bier, amber bier